# Eleutherococcus sieboldianus
Eleutherococcus sieboldianus là một loài thực vật có hoa trong Họ Cuồng cuồng. Loài này được (Makino) Koidz. mô tả khoa học đầu tiên năm 1939.